# Martens (Familienname)
Martens ist ein deutscher Familienname.

## Namensträger

### A
- Adelheid Martens (* 1913), deutsche Politikerin (KPD, SED)
- Adolf Martens (1850–1914), deutscher Werkstoffkundler
- Albert Wisheu-Martens (1892–1967), deutscher Schauspieler und Schriftsteller
- Alexander Martens (Filmproduzent) (* 1969), deutscher Filmproduzent
- Alexander U. Martens (1935–2014), deutscher Publizist
- Alfred Martens (1881–1920), deutscher Architekt
- Alke Martens (* 1970), deutsche Informatikerin
- Alwin Martens (1832–1862), deutscher Turner
- André Martens (* 1964), deutscher Fußballspieler
- Andreas Martens, bekannt als Andreas Martini (~1520–1561), deutscher evangelischer Theologe
- Andreas Martens (* 1951), deutscher Comiczeichner und -Autor
- Andreas Martens (Biologe) (* 1961), deutscher Biologe, Zoologe und Hochschullehrer
- Anna Martens (1878–1964), deutsche Landschaftsmalerin und Grafikerin
- Annika Martens (* 1977), deutsche Schauspielerin
- Anton Nikolaus Martens (1800–1848), Propst in Dithmarschen
- Arthur Martens (1897–1937), deutscher Ingenieur und Segelflieger

### B
- Bella Martens (1891–1959), deutsche Kunsthistorikerin
- Bernd Martens (* 1955), deutscher Soziologe
- Bob Martens (* 1961), niederländisch-österreichischer Architekt
- Brigitta Martens (* 1961), deutsche Politikerin (CDU)

### C
- Camilla Martens (* 1989), dänische Badmintonspielerin
- Carl von Martens (1790–1861), deutscher General und Militärschriftsteller
- Carl Gustav Jacob Martens (1810–1890), deutscher Holzhändler und Abgeordneter
- Carl Wilhelm von Martens (1751–1794), deutscher Diplomat
- Charlotte Martens (1898–1983), deutsche Dokumentarfilmregisseurin
- Christian von Martens (1793–1882), Offizier in königlich-württembergischen Diensten
- Christian Martens (1845–1917), deutscher Arzt in Nordschleswig
- Conrad Martens (1801–1878), englischer Maler

### D
- Daniel Martens (* 1999), singapurischer Fußballspieler
- Davis Martens (* 1989), deutscher Basketballspieler
- Detlev Martens (1847–1905), deutscher Arzt und Politiker
- Dionys Martens (1869–1934), österreichischer Musiker
- Dirk Martens (* 1964), deutscher Schauspieler
- Dirk Martens (Buchdrucker) († 1534), niederländischer Buchdrucker der Humanistenzeit

### E
- Eckhard Martens (* 1951), deutscher Ruderer
- Eduard von Martens (1831–1904), deutscher Zoologe
- Ekkehard Martens (* 1943), deutscher Philosoph
- Elise Martens (1861–nach 1908), deutsche Opernsängerin (Mezzosopran, Sopran), siehe Elise Beuer
- Elke Martens (* 1956), deutsche Schlagersängerin, Texterin, Schauspielerin und Moderatorin
- Emil Martens (1886–1969), deutscher Kaufmann und Fußballfunktionär
- Ernst Martens (Politiker) (1883–1981), deutscher Bauingenieur und Politiker (FDP)
- Ernst Martens (Diplomat) (* 1949), deutscher Diplomat
- Erwin Martens (* 1956), kanadischer Eishockeyspieler

### F
- Finja Martens (* 1981), deutsche Schauspielerin
- Florian Martens (* 1958), deutscher Schauspieler
- Franz Heinrich Martens (1778–1805), deutscher Mediziner und Hochschullehrer
- Frédéric Martens (1806–1885), französischer Fotograf deutscher Herkunft
- Friederich Martens, deutscher Arktisforscher und Reiseschriftsteller
- Friedrich von Martens (1781–1857), deutscher General
- Friedrich Martens (NS-Opfer) (1880–1961), deutscher Zahnmediziner und NS-Opfer
- Friedrich Franz Martens (1873–1939), deutscher Physiker
- Friedrich Fromhold Martens (1845–1909), russischer Diplomat und Jurist estnischer Herkunft
- Friedrich Wilhelm Martens (um 1795–1861), deutscher Verwaltungsbeamter und Parlamentarier
- Fritz Martens (1880–1955), niederländisch-US-amerikanischer Maler

### G
- Georg von Martens (1788–1872), Jurist, Reisender und Naturforscher
- Georg Friedrich von Martens (1756–1821), deutscher Jurist, Diplomat und Publizist
- Gerald Martens (* 1966 oder 1967), österreichischer Basketballfunktionär und Unternehmer
- Glenn Martens (* 1983), belgischer Modeschöpfer
- Guido von Martens (1943–2019), deutscher Keramiker
- Gunnar Martens (* 1940), dänischer Beamter
- Gunther Martens (* 1976), deutscher Germanist und Autor
- Gustav Heinrich Martens (1842–1912), deutscher Vogelkundler
- Gustav Ludolf Martens (1818–1872), deutscher Architekt

### H
- Hans Martens (Fußballspieler) (1896–1980), deutscher Fußballspieler
- Hans Martens (Leichtathlet) (1911–1970), deutscher Leichtathlet
- Hans-Albert Martens (1906–1986), deutscher Schauspieler und Hörspielsprecher
- Hans-Günter Martens (1930–2001), deutscher Schauspieler und Hörfunkmoderator
- Hans-Joachim Martens (1925–2018), deutscher Schauspieler und Regisseur
- Harry Martens (* 1937), deutscher Politiker (SPD), MdBB
- Heiko Martens (* 1942), deutscher Journalist
- Heinrich Martens (Musikpädagoge) (1876–1964), deutscher Musikpädagoge
- Heinrich Martens (* 1956), deutsch-russischer Zeitungsherausgeber
- Heinrich Wilhelm Martens (1795–1877), deutscher Jurist und Politiker
- Henry Martens (* 1987), deutscher Eishockeyspieler
- Hermann Martens (1877–1916), deutscher Radsportler
- Holger Martens (Tiermediziner) (* 1943), deutscher Tiermediziner
- Holger Martens (Historiker) (* 1962), deutscher Historiker und Politiker

### J
- Jan-Pieter Martens (* 1974), belgischer Fußballspieler und -funktionär
- Jane Martens (* 1999), deutsche Handballspielerin
- Jean Martens (* 1961), deutscher Admiral
- Jef Martens, eigentlicher Name von Basto (Musiker) (* 1975), belgischer DJ und Produzent
- Jennifer Martens (* 1990), deutsche Fußballspielerin
- Jens Martens (* 1955), deutscher Fußballtrainer
- Jessy Martens (* 1987), deutsche Sängerin
- Joachim Friedrich Martens (1806–1877), deutscher Arbeiterführer
- Jochen Martens (* 1941), deutscher Zoologe
- Joern Martens (* 1968), deutscher Filmtonmeister und Koch
- Johann Friedrich Martens (1803–1897), deutscher Kaufmann
- Johann Gottfried Martens (1786–1864), deutscher Schiffsklarierer und Kaufmann aus Wismar
- Johann Heinrich Martens (Unternehmer) (1706–1757), deutscher Kaufmann, Verbandsfunktionär und Kirchenfunktionär
- Johann Heinrich Martens (Kupferstecher) (um 1771–??), deutscher Kupfer- und Stahlstecher
- Johann Heinrich Martens (Maler) (1815–1843), deutscher Maler
- Johannes Martens (1844–1892), deutscher Sänger (Heldentenor)
- John Martens (1875–1936), deutscher Architekt und Baukeramiker
- John Wesley Martens (* 1960), kanadischer Theologe
- Jonas Martens (* 2000), deutsch-polnischer Schauspieler
- Joop Martens (1914–2002), niederländischer Fußballschiedsrichter
- Jürgen Martens (Chemiker) (* 1948), deutscher Chemiker
- Jürgen Martens (Politiker) (* 1959), deutscher Politiker (FDP), Staatsminister in Sachsen

### K
- Kay-Uwe Martens, deutscher Jurist
- Kerstin Martens (* 1974), deutsche Politikwissenschaftlerin
- Kirsten Martens (* 1962), deutsche Politikerin (SPD)
- Klara Martens (* 1990), deutsche Mitbegründerin und Aktivistin bei Femen
- Klaus Martens (Lyriker) (* 1944), deutscher Literaturwissenschaftler und Lyriker
- Klaus Martens (Journalist) (* 1954), deutscher Journalist und Filmemacher
- Klaus-Peter Martens (* 1941), deutscher Rechtswissenschaftler
- Kurt Martens (1870–1945), deutscher Schriftsteller

### L
- Lieke Martens (* 1992), niederländische Fußballspielerin
- Ludo Martens (1946–2011), belgischer Historiker und Politiker
- Ludwig Christian Karl Alexander Martens (1875–1948), sowjetischer Revolutionär
- Luise von Martens (1828–1894), württembergische Malerin

### M
- Maarten Martens (* 1984), belgischer Fußballspieler
- Maria Martens (* 1955), niederländische Politikerin
- Marianne Martens (* 1966), Weltmeisterin Kunstradfahren
- Mario Martens (1954–2007), deutscher Radiomoderator, Musiker und Komponist
- Martin Martens (1797–1863), belgischer Botaniker und Chemiker
- Matthias Martens, deutscher Fernsehproduzent
- Maurice Martens (* 1947), belgischer Fußballspieler
- Max Martens (1869–1932), deutscher Chirurg
- Max Volkert Martens (* 1948), deutscher Schauspieler
- Michael Martens (* 1973), deutscher Journalist

### N
- Nick Martens (* 1982), US-amerikanischer Eishockeyspieler
- Nike Martens (* 1985), deutsche Schauspielerin
- Norman Martens (* 1986), deutscher Eishockeyspieler

### O
- Olaf Martens (* 1963), deutscher Fotograf
- Otto Martens (1783–1830), deutscher Lehrer und Schriftsteller

### P
- Paul Martens (* 1983), deutscher Radrennfahrer
- Peter Martens (Ratsherr) († 1607), Ratsherr in Lübeck
- Peter Martens (Linguist) (1919–2012), deutscher Sprachwissenschaftler und Dialektologe
- Peter Martens (Ingenieur) (1932–2024), deutscher Bauingenieur
- Petra Martens (* 1956), deutsche Richterin am Bundespatentgericht

### R
- René Martens (Radsportler) (* 1955), belgischer Radrennfahrer
- René Martens (Autor) (* 1964), deutscher Sportjournalist und Autor
- Renzo Martens (* 1973), niederländischer Konzeptkünstler
- Robert Martens (Radfahrer) (1899–?), französischer Radfahrer
- Robert Martens (Geograph) (* 1934), Geograph, Geologe und Humanökologe
- Robert Martens (Eishockeyspieler) (* 1960), kanadischer Eishockeyspieler
- Rolf Martens (Fußballspieler) (* 1931), deutscher Fußballspieler
- Rolf Martens (Marineoffizier) (* 1938), deutscher Marineoffizier
- Rolf Martens (Schachspieler) (1942–2008), schwedischer Schachspieler
- Rolf Wolfgang Martens (1868–1928), deutscher Lyriker
- Ronny Martens (* 1958), belgischer Fußballspieler
- Rudolf Martens (Schiffbauer) (1868–1911), deutscher Marinebaurat
- Rudolf Martens (Sozialwissenschaftler) (* 1951), deutscher Geo- und Sozialwissenschaftler, Leiter der Paritätischen Forschungsstelle im Paritätischen Gesamtverband

### S
- Sebastian Martens (* 1980), deutscher Rechtswissenschaftler
- Sililo Martens (* 1977), tongaischer Rugby-Union-Spieler
- Sina Martens (* 1988), deutsche Schauspielerin
- Stefan Martens (* 1954), deutscher Historiker
- Stéphan Martens (* 1931), belgischer Radrennfahrer

### T
- Theo Martens (* 2003), deutscher Fußballspieler
- Theodor Martens (1822–1884), deutscher Maler
- Theodor Martens (Verleger) (1897–1973), deutscher Verleger
- Thomas Martens (* 1958), deutscher Unternehmer

### U
- Uwe Martens (* 1970), deutscher Lyriker

### V
- Valérie von Martens (1894–1986), österreichisch-deutsche Schauspielerin
- Victor Martens (1931–2018), kanadischer Sänger und Musikpädagoge
- Volkert Martens (1897–1972), deutscher Politiker (CDU), MdL Schleswig-Holstein

### W
- Walter Martens (Architekt) (1860–1937), deutscher Architekt
- Walter Martens (Parteifunktionär) (1905–nach 1941), deutscher Parteifunktionär (NSDAP)
- Wilfried Martens (1936–2013), belgischer Politiker (Europäische Volkspartei)
- Wilhelm Martens (Historiker, 1831) (1831–1902), deutscher Jurist und Kirchenhistoriker
- Wilhelm Martens (Architekt) (1842–1910), deutscher Architekt
- Wilhelm Martens (Historiker, 1858) (1858–1935), deutscher Historiker und Gymnasialdirektor
- Wilhelm Martens (Richter) (1889–1974), deutscher Jurist und Richter
- Wilhelm Martens (Politiker) (1929–2008), deutscher Politiker (CDU)
- Willem Johannes Martens (1839–1895), niederländischer Genremaler
- Wolfgang Martens (Philologe) (1924–2000), deutscher Philologe und Literaturhistoriker
- Wolfgang Martens (Jurist) (1934–1985), deutscher Jurist

### Z
- Zanda Martens (* 1984), deutsche Politikerin (SPD), MdB